# سسنا ایکس‌ام‌سی
سسنا ایکس‌ام‌سی (به انگلیسی: Cessna XMC) یک هواگرد ساختِ کارخانهٔ سسنا در کشور ایالات متحده آمریکا است. این هواگرد برای نخستین بار در ۲۲ ژانویه ۱۹۷۱ میلادی مورد استفاده قرار گرفت.